# جائزة هولبرج
جائزة هولبيرج (بالنرويجية:Holbergprisen) (بالإنجليزية: Holberg Prize)‏ هي جائزة دولية تمنح سنويا من قبل حكومة النرويج إلى العلماء البارزين للعمل في مجال الفنون ، العلوم الإنسانية ، العلوم الاجتماعية والقانون واللاهوت، سواء داخل واحد من هذه المجالات أو من خلال العمل المتعدد التخصصات. تم تسمية الجائزة على اسم الكاتب والأكاديمي الدنماركي والنرويجي لودفيج هولبرج (1684 - 1754). تأتي جائزة هولبيرج مع جائزة مالية قدرها 6 ملايين كرونة نرويجية (حوالي 750 ألف دولار أو 660 ألف يورو) ، والتي تهدف إلى استخدامها لإجراء مزيد من الأبحاث للمستلم. يتم الإعلان عن الفائز بجائزة هولبيرج في مارس، ويتم حفل توزيع الجوائز كل يونيو في بيرغن، النرويج.
وفقًا لاستطلاع الرأي الذي أجري في عام 2018 ، فإن جائزة هولبرج هي جائزة متعددة التخصصات المرموقة في العلوم الاجتماعية (بالاشتراك مع جائزة شتاين روكان لأبحاث العلوم الاجتماعية المقارنة ). 

## التاريخ
تم إنشاء الجائزة من قبل البرلمان النرويجي على شرف لودفيج هولبرج في عام 2003 وهي تكمل جائزة أختها في الرياضيات، وهي جائزة أبيل . لعب لودفيج هولبرج، الذي تميز في جميع التخصصات التي تغطيها الجائزة، دورًا مهمًا في جلب التنوير إلى بلدان الشمال الأوروبي، وهو معروف أيضًا بأنه الكاتب المسرحي والمؤلف. كان الهدف من الجائزة هو زيادة الوعي بقيمة المنحة الأكاديمية في الفنون والإنسانيات والعلوم الاجتماعية والقانون واللاهوت.  وقد وصفت بأنها «جائزة نوبل» للفنون والعلوم الإنسانية والعلوم الاجتماعية والقانون واللاهوت.

## معيار الاختيار

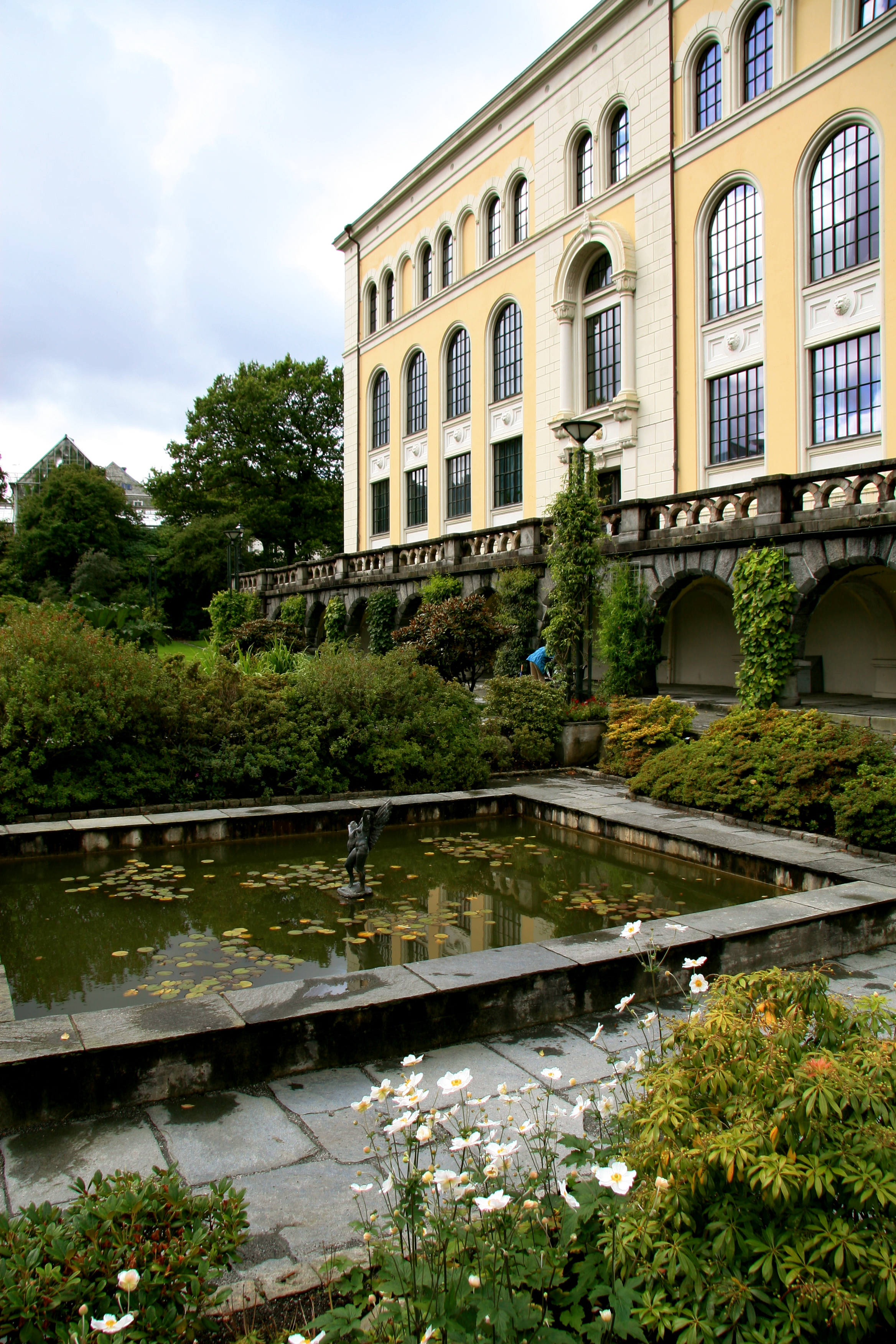
تُمنح جائزة Holberg سنويًا في جامعة Aula في بيرغن.

تُمنح جائزة هولبرج سنويًا للباحثين الذين قدموا «مساهمات بارزة في البحث في الفنون والإنسانيات والعلوم الاجتماعية والقانون أو اللاهوت».  يحق للباحثين الذين يشغلون مناصب في الجامعات والمؤسسات البحثية الأخرى، بما في ذلك الأكاديميات، ترشيح المرشحين لجائزة هولبرج وجائزة نيلز كليم. غير مسموح بالترشيحات الذاتية. يمنح مجلس هولبيرج الجائزة بناءً على توصية لجنة هولبيرج. تجتمع لجنة هولبرج مرتين. في الاجتماع الأول، في أوائل الخريف، يختارون قائمة مختصرة من الترشيحات. ثم تقوم اللجنة بجمع التقييمات الخاصة بالمرشحين المختارين من علماء معترف بهم دوليًا قبل تقديم توصيتهم النهائية إلى المجلس. 

## التنظيم
يتم تمويل جائزة هولبيرج من خلال مخصصات مباشرة من ميزانية الحكومة النرويجية. تدار من قبل جامعة بيرغن نيابة عن وزارة التعليم والبحث. تعيّن جامعة بيرغن المجلس التنفيذي لجائزة هولبرج. يتكون مجلس هولبيرج من رئيس مجلس الإدارة وأربعة أعضاء في مجلس الإدارة. يجب أن يعمل أعضاء مجلس الإدارة في مؤسسات مختلفة، ويجب أن يعمل عضو واحد على الأقل خارج قطاع الجامعة والجامعة. يتم تعيين أعضاء مجلس الإدارة لمدة أربع سنوات ويمكن إعادة تعيينهم مرة واحدة. الرئيس الحالي لمجلس هولبرج هو الأستاذ سيغموند جرونمو .

## الحائزين على جائزة
| Year | Laureate(s)         | Image                | Institution                      | Nationality       | Citation |
| ---- | ------------------- | -------------------- | -------------------------------- | ----------------- | --- |
| 2004 | Julia Kristeva      |                      | جامعة باريس ديديرو               | Bulgarian French  | "for innovative explorations of questions on the تقاطع أشكال التمييز of language, culture and literature which inspired research across the humanities and the social sciences throughout the world and have also had a significant impact on النظرية النسوية"                                     |
| 2005 | Jürgen Habermas     |                      | جامعة غوته في فرانكفورت          | German            | "for developing path-breaking theories of discourse and communicative action and thereby providing new perspectives on law and democracy" |
| 2006 | Shmuel Eisenstadt   |                      | الجامعة العبرية في القدس         | Israeli           | "for developing comparative knowledge of exceptional quality and originality concerning social change and نظرية التحديث, and concerning relations between culture, belief systems and political institutions"                                                                                      |
| 2007 | Ronald Dworkin      |                      | جامعة نيويورك كلية لندن الجامعية | American          | "for developing an original and highly influential legal theory grounding law in morality, characterized by a unique ability to tie together abstract philosophical ideas and arguments with concrete everyday concerns in law, morals, and politics"                                              |
| 2008 | Fredric Jameson     |                      | جامعة ديوك                       | American          | "for outstanding contributions to the understanding of the relation between social formations and cultural forms in a project he himself describes as the 'poetics of social formsقالب:' " |
| 2009 | Ian Hacking         |                      | جامعة تورنتو                     | Canadian          | "for his combination of rigorous philosophical and historical analysis which has profoundly altered our understanding of the ways in which key concepts emerge through scientific practices and in specific social and institutional contexts"                                                     |
| 2010 | Natalie Zemon Davis |                      | جامعة تورنتو جامعة برنستون       | Canadian American | for "connecting early modern Europe with new areas of comparative history, exploring cultural, geographical and religious interchange" |
| 2011 | Jürgen Kocka        |                      | جامعة برلين الحرة                | German            | "for effecting a paradigm shift in German historiography by opening it up to related social sciences and establishing the importance of cross-national comparative approaches" |
| 2012 | Manuel Castells     |                      | جامعة كاليفورنيا الجنوبية        | Spanish           | for shaping "our understanding of the political dynamics of urban and global economies in the network society" |
| 2013 | Bruno Latour        |                      | معهد الدراسات السياسية بباريس    | French            | for having "undertaken an ambitious analysis and reinterpretation of حداثة, and [having] challenged fundamental concepts such as the distinction between modern and pre-modern, nature and society, human and non-human"                                                                           |
| 2014 | Michael Cook        |                      | جامعة برنستون                    | British           | for having "reshaped fields that span Ottoman studies, the genesis of early Islamic polity, the history of the سلفية وهابية, and شريعة إسلامية, ethics, and theology" |
| 2015 | Marina Warner       |                      | كلية بيركبيك - جامعة لندن        | British           | for her "analysis of stories and myths and how they reflect their time and place. She is known for the emphasis of الأدوار الاجتماعية المحددة لكل نوع and feminism in her literary work" |
| 2016 | Stephen Greenblatt  |                      | جامعة هارفارد                    | USA               | for being "one of the most important Shakespeare scholars of his generation" |
| 2017 | Onora O'Neill       |                      | جامعة كامبريدج                   | British           | for "her influential role in ethical and political philosophy" |
| 2018 | Cass Sunstein       | Cass Sunstein (2008) | جامعة هارفارد                    | USA               | For having "reshaped our understanding of the relationship between the modern regulatory state and constitutional law. He is widely regarded as the leading scholar of administrative law in the U.S., and he is by far the most cited legal scholar in the United States and probably the world." |
| 2019 | Paul Gilroy         | Gilroy 2019          | كلية الملك في لندن               | British           | "for his contributions to critical race studies, post-colonialism and related fields" |

## جوائز أخرى
كجزء من نشر الأبحاث التي تستهدف الشباب، تمنح جائزة Holberg أيضًا جائزتين أخريين:
- تُمنح جائزة نيلز كليم سنويًا إلى باحث شمالي أصغر سنا قدم مساهمة بارزة في البحث في الفنون والعلوم الإنسانية أو العلوم الاجتماعية أو القانون أو اللاهوت. [19]
- مشروع مدرسة Holberg Prize هو مسابقة بحثية للطلاب في المدارس الثانوية العليا في النرويج. [20]

## روابط خارجية
- موقع جائزة هولبرج
- ردود الفعل، من جمعية الباحثين النرويجيين
- النقاش، من forskning.no
- جون إلستر: كثير من المداراة، قليل الجودة ، عن الحياة الأكاديمية النرويجية بشكل عام وجائزة هولبرج بشكل خاص